# Ronald Fuentes
Ronald Fuentes (22 de juny de 1969) és un exfutbolista xilè.

## Selecció de Xile
Va formar part de l'equip xilè a la Copa del Món de 1998.